# 大山東町
大山東町（おおやまひがしちょう）は、東京都板橋区の町名。丁目の設定がない単独町名である。全域で住居表示が実施されている。

## 地理
板橋区南東部に位置する。北で氷川町および栄町、東で板橋、南で大山金井町、西で大山町と隣接する。町域の東辺を東京都道317号環状六号線（山手通り）および首都高速5号池袋線が南北に、中央部を旧川越街道（遊座大山商店街）が東西に、南辺を東武東上線の鉄道路線が東西に通じている。町域内は板橋税務署、保健所などの官公署が立地するほか、遊座大山商店街を中心とした商業地域、および住宅地となっている。

### 地価
住宅地の地価は、2025年（令和7年）1月1日の公示地価によれば、大山東町10-2の地点で69万3000円/m2となっている。

## 歴史
当該エリアは1871年（明治4年）11月14日に浦和県（現埼玉県）から東京府に編入された。1889年には板橋町の一部分となり、1932年（昭和7年）からは板橋区の一部となった。1960年4月1日に大山東町が成立した。住居表示実施は1971年。

## 世帯数と人口
2025年（令和7年）3月1日現在（板橋区発表）の世帯数と人口は以下の通りである。
- 世帯数 : 4,069世帯
- 人口 : 5,974人

### 人口の変遷
国勢調査による人口の推移。
| 年                 | 人口  |
| ------------------ | ----- |
| 1995年（平成7年）  | 4,898 |
| 2000年（平成12年） | 4,953 |
| 2005年（平成17年） | 5,133 |
| 2010年（平成22年） | 5,071 |
| 2015年（平成27年） | 5,813 |
| 2020年（令和2年）  | 5,821 |

### 世帯数の変遷
国勢調査による世帯数の推移。
| 年                 | 世帯数 |
| ------------------ | ------ |
| 1995年（平成7年）  | 2,470  |
| 2000年（平成12年） | 2,703  |
| 2005年（平成17年） | 2,876  |
| 2010年（平成22年） | 2,993  |
| 2015年（平成27年） | 3,565  |
| 2020年（令和2年）  | 3,661  |

## 学区
区立小・中学校に通う場合、学区は以下の通りとなる（2021年8月時点）。
| 番地                           | 小学校                 | 中学校                 |
| ------------------------------ | ---------------------- | ---------------------- |
| 1〜11番 14番 26〜27番 29〜33番 | 板橋区立板橋第二小学校 | 板橋区立板橋第一中学校 |
| 12〜13番 15〜19番 21〜24番     | 板橋区立板橋第七小学校 | 板橋区立板橋第一中学校 |
| 20番 56〜60番                  | 板橋区立板橋第六小学校 | 板橋区立板橋第一中学校 |
| 25番 28番 34〜55番             | 板橋区立板橋第一小学校 | 板橋区立板橋第一中学校 |

## 事業所
2021年（令和3年）現在の経済センサス調査による事業所数と従業員数は以下の通りである。
- 事業所数 : 371事業所
- 従業員数 : 3,421人

### 事業者数の変遷
経済センサスによる事業所数の推移。
| 年                 | 事業者数 |
| ------------------ | -------- |
| 2016年（平成28年） | 412      |
| 2021年（令和3年）  | 371      |

### 従業員数の変遷
経済センサスによる従業員数の推移。
| 年                 | 従業員数 |
| ------------------ | -------- |
| 2016年（平成28年） | 2,876    |
| 2021年（令和3年）  | 3,421    |

## 交通

### 鉄道
- 東武鉄道
  - 東武東上線：大山駅　各駅停車のみ。
    - 上り：池袋方面
    - 下り：成増・川越市・寄居方面

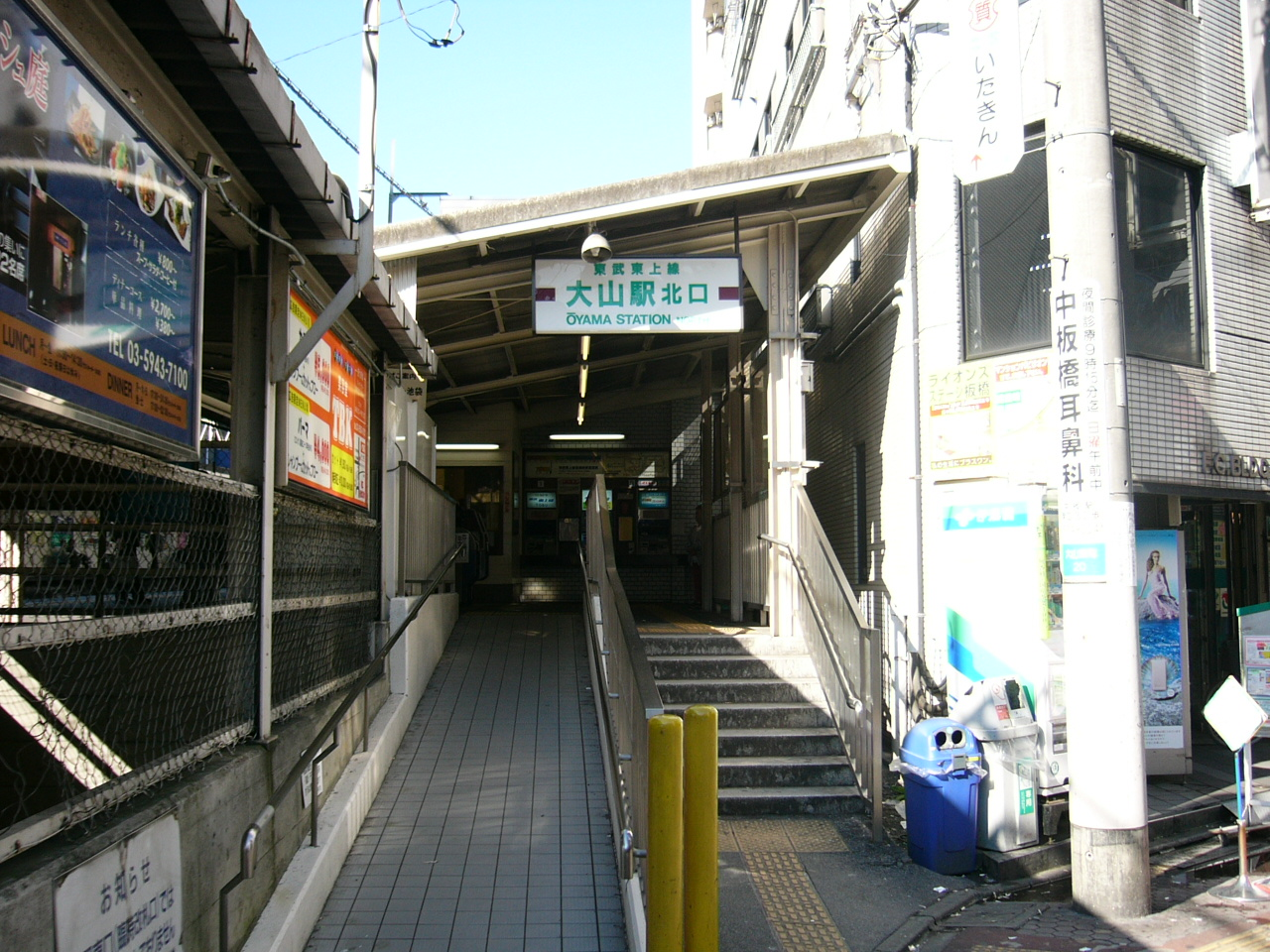
大山駅北口

- 上りホームと北口が町域内に設置されているが、駅舎（南口側）は大山町である。

### バス
- 国際興業バス
  - 大山東町（旧称・板橋電話局）：池20　池袋駅西口行き、高島平操車場行き、池21　池袋駅西口行き、舟渡町経由高島平駅行き

### 道路
- 首都高速5号池袋線
- 東京都道317号環状六号線（山手通り）
- 東京都道420号鮫洲大山線

## 施設
- 板橋区立文化会館
- 板橋税務署
- 東京都板橋都税事務所
- 板橋健康福祉センター
- 板橋区大山東児童館
- 板橋区立板橋第一中学校

## その他

### 日本郵便
- 郵便番号 : 173-0014[3]（集配局 : 板橋郵便局[16]）。